# هتل آبی

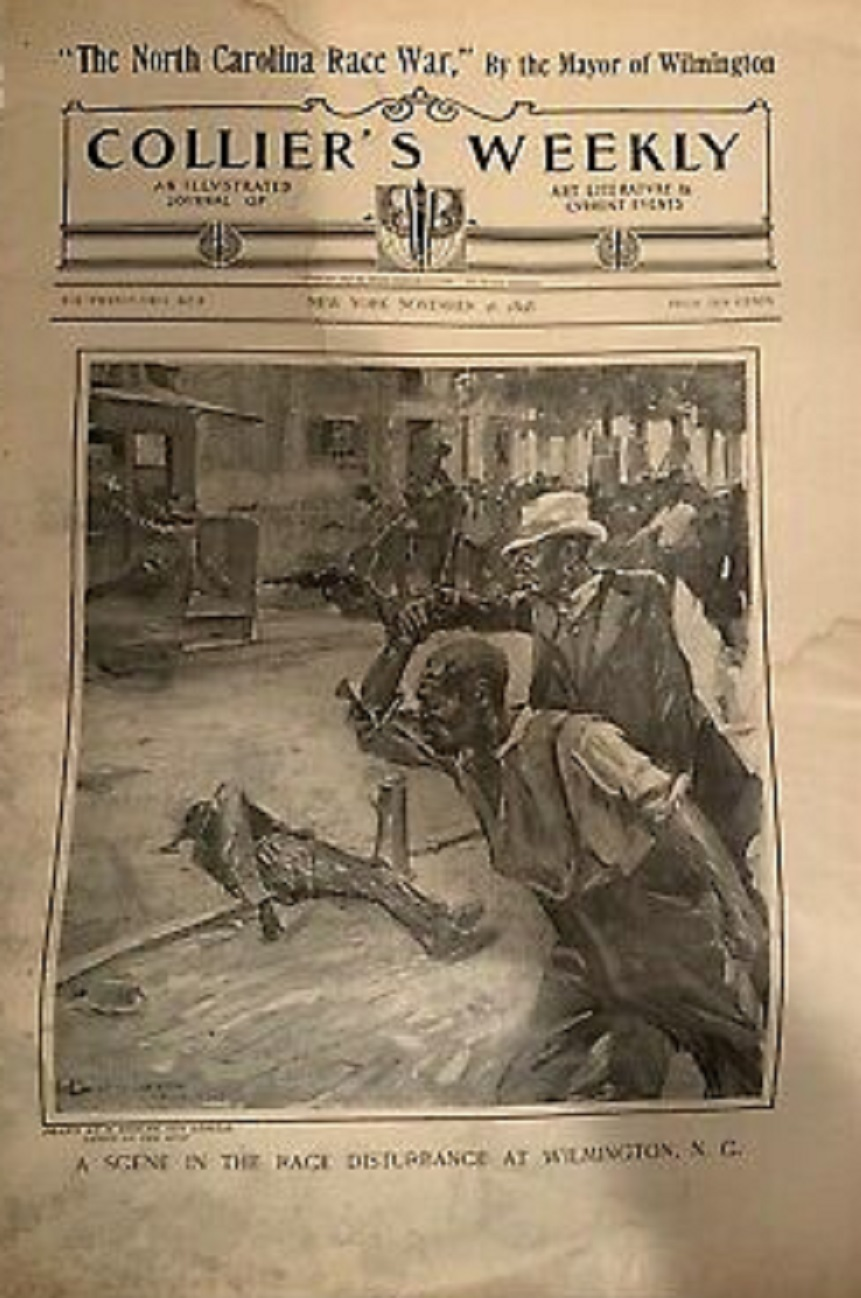
«هتل آبی» منتشرشده در هفته‌نامه کالیرز

«هتلِ آبی» داستان کوتاهی از نویسندهٔ آمریکایی استیون کرین (۱۸۷۱–۱۹۰۰) است. نخستین بار در سال ۱۸۹۸ در ۲ بخش در هفته‌نامهٔ کالیرز (Collier's) در تاریخ ۲۶ نوامبر و ۳ دسامبر ۱۸۹۸ به چاپ رسید. بعدها در مجموعهٔ هیولا و داستان‌های دیگر بازنشر شد. این داستان شاید شناخته‌شده‌ترین داستانِ این مجموعه باشد . گرچه به نظر می‌رسد  داستانی کاملاً منطقی دربارهٔ مردی است که پس از اقامت در هتل پالاس با مشکل روبرو می‌شود، داستان از چندین مضمونِ پیچیده شکل گرفته‌است که زیربنای داستان است و به عبارتی مضمون‌های غالب در رمان‌هایی مانند «مگی: دختری از خیابان‌ها» و به‌طور کلی، مجموعهٔ داستانهای کرین را نشان می‌دهد. از نظر سبک‌شناسی، داستان از هنجارهای آن دوره خارج می‌شود و بیشتر وارد زمینه‌های اکسپرسیونیستی می‌شود که سبکی غیرمعمول در ادبیات آمریکا است.
داستان «هتل آبی» از حیث ایجاد فضای هول و هراس بسیار در خور تأمل است. عنصر ترس در سراسر داستان حکمفرماست و نیروی سایقی که به کنش‌های دو مهمان بیگانه در هتل آبی دامن می‌‌‌‌‌‌‌زند، حاصل این ترس است. اما بیننده تیزبین به درایت درمی‌یابد که مایه ترس این دو مهمان بیگانه سراپا متمایز است. مایه ترس «سوئدی» غریزی و دور از ذهن است. نه خودش درمی‌یابد مایه ترسش چیست و نه آدم‌هایی که با او در خصومت می‌افتند از کاروبارش سر در‌می‌آورند. جامعه بی‌رحم و پرآفتی که سوئدی (به خیال خود) در آن گرفتار شده است به این هول و هراس دامن می‌زند و موجب می‌شود که او با  رویاروی به  این جامعه برخیزد و از همدلی مخلوقات بی‌نصیب گردد. اما ترس «شرقی» ظریف و چندلایه است. این ترس حاصل تیزبینی او در رویارویی با آدم‌ها و طبیعت است.ترس او مثل هراس سوئدی نیست که او را از حشر و نشر با آدمیان محروم سازد، بلکه در عوض مایه فراتابی ذهن او می‌گردد تا با دیگران حس یگانگی و تشبه پیدا کند و در عین هراس از اجتماع آدمیان با آنان همدل و هم‌زبان شود. برخلاف سایر شخصیت‌های داستان او به درایت می‌داند که آدمی چه در عرصه طبیعت و چه در عرصه اجتماع بی‌کس و تنهاست. آگاهی ذهن او از گزند سرمای طبیعت موجب می‌شود که حس همدلی او برای حریف به‌خاک‌افتاده نیز فرونشیند و به محاق رود.این داستان توسط نشر هرست برای اولین بار به زبان فارسی ترجمه شده است. 

## اقتباس‌ها
- ۱۹۹۹- آلبوم (The Coxcomb)، اقتباسی موسیقایی از دیوید گرابز (David Grubbs)